# Ziesar
Ziesar est une ville allemande de l'arrondissement de Potsdam-Mittelmark, dans le Land de Brandebourg.

## Géographie
La commune est située tout à l'ouest du Brandebourg, à 25 kilomètres au sud-ouest de la ville de Brandebourg-sur-la-Havel. Les villes de Genthin et de Möckern à l'ouest font partie du Land de Saxe-Anhalt.
Le territoire communal s'étend de la vallée proglaciaire de Głogów-Baruth au pied nord du Flamain.

### Quartiers
En plus du centre-ville, le territoire communal comprend les localités de Bücknitz, de Glienecke et de Köpernitz.

### Transports
La Bundesstraße 107 reliant Genthin et Wiesenburg traverse la ville. La autoroute 2 passe plus au sud.

## Histoire

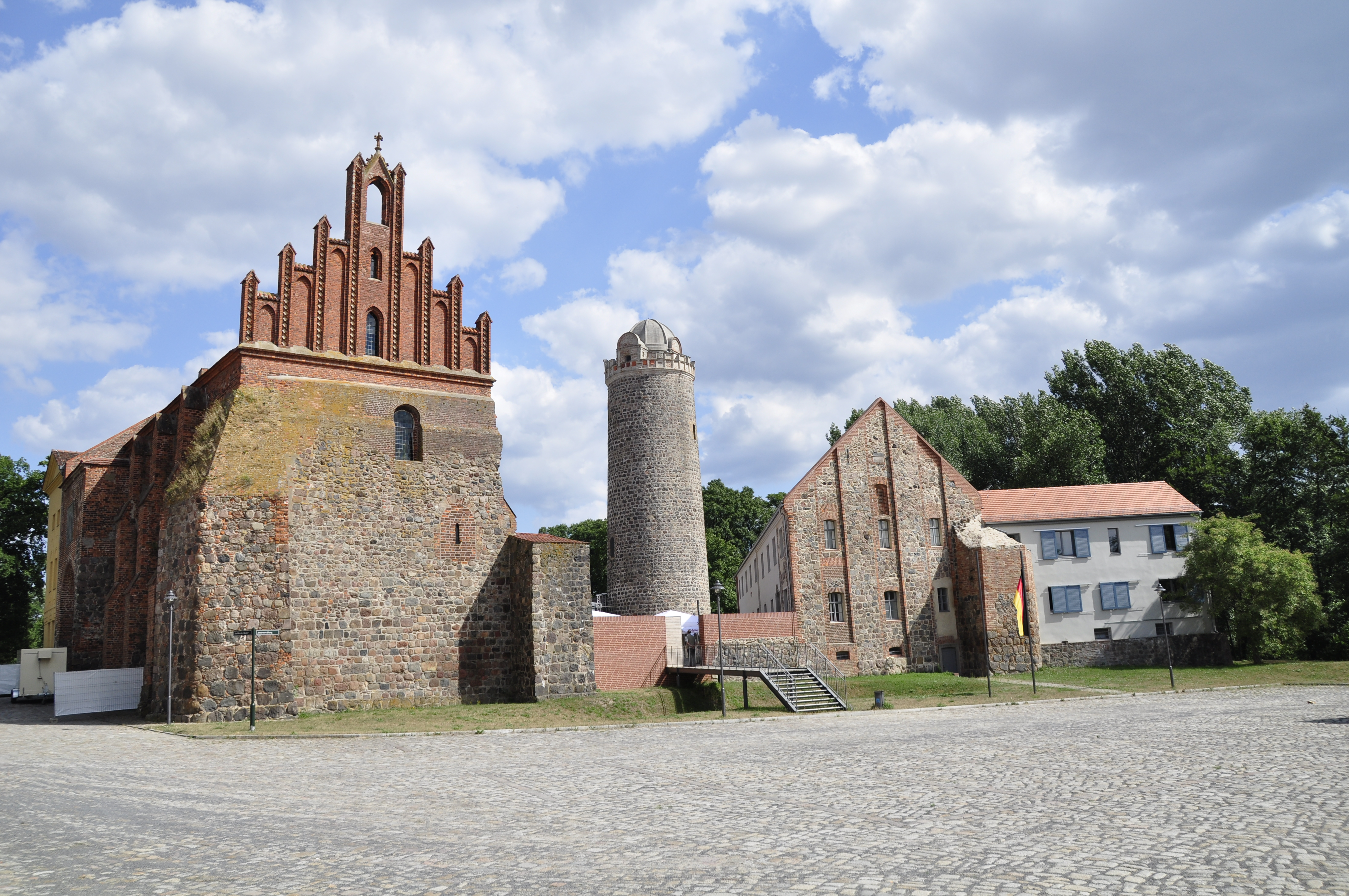
Château de Ziesar.

Le lieu d'Ezeri (nom dérivé de polabe : za jezero, « derrière le lac ») est mentionné pour la première fois en 948. Situé dans la marche de l'Est saxonne (marca Geronis), les pays slaves au-délà de l'Elbe, le domaine fut inféodé par le roi Otton Ier à l'évêché de Brandebourg. 
Après la reconquête de la région par les forces d'Albert l'Ours en 1157, les princes-évêques y ont fait ériger un château surveillant la route militaire de Magdebourg à Brandebourg-sur-la-Havel. L'église Sainte-Croix fut construite vers 1240. À partir de 1327, il fut résidence épiscopale. Ziesar a reçu les droits de ville vers 1373. 
Au cours de la Réforme protestante sous l'électeur Joachim II Hector au XVIe siècle, l'évêché est sécularisé et son territoire incorporé dans l'électorat de Brandebourg en 1571. Le domaine, dévasté pendant la guerre de Trente Ans était rattachße au duché de Magdebourg, une province du royaume de Prusse, en 1773.

## Personnalités liées à la ville
- Henri-Guillaume d'Anhalt (1734–1801), général, mort à Ziesar.
- Karl-Heinz Priese (1935–2017), égyptologue.